# 里爾集市

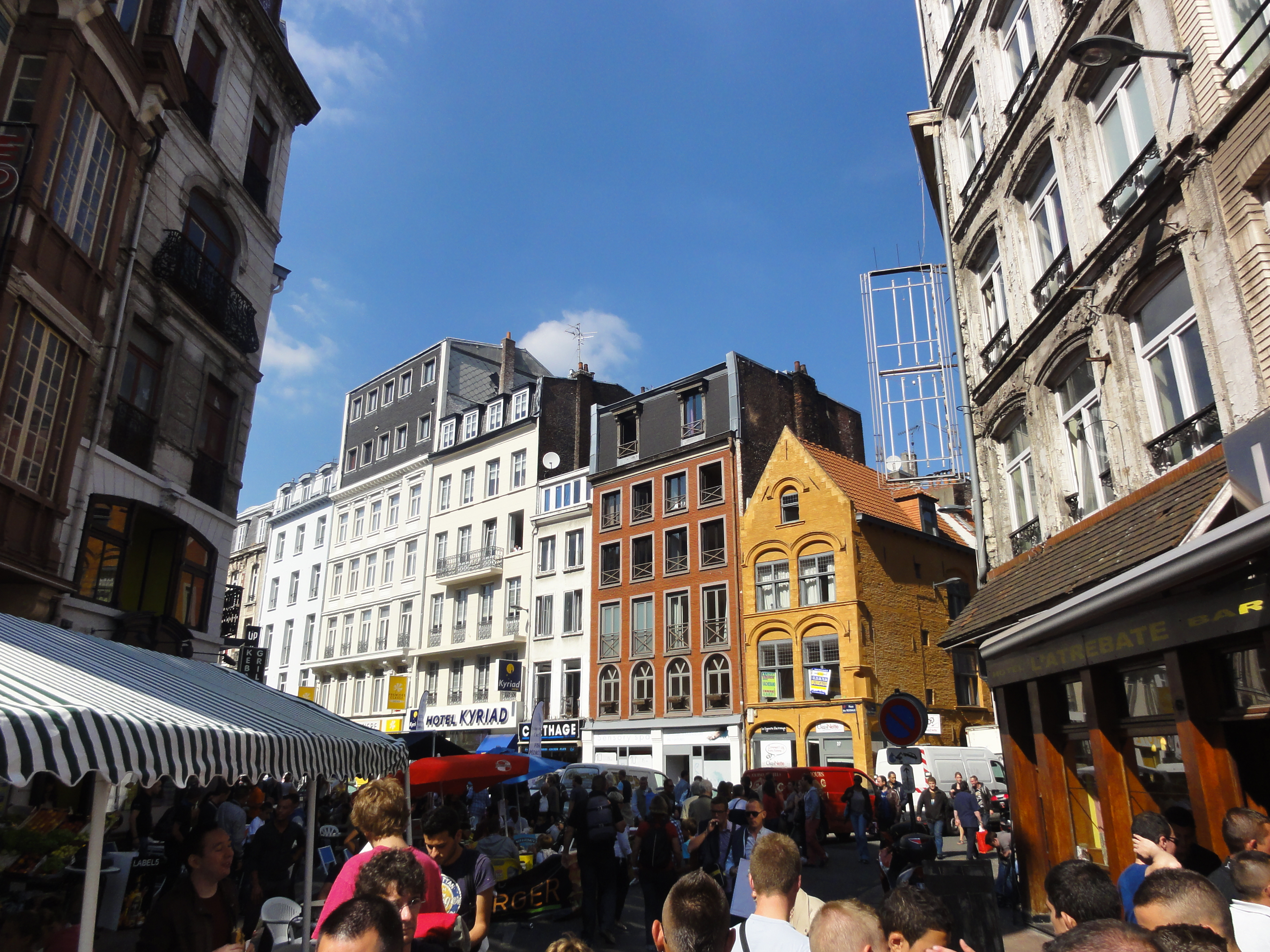

里爾集市（法語：Braderie de Lille）是位於法國城市里爾的一處露天市場和跳蚤市場。里爾集市於每年九月的第一個禮拜日舉行。集市的歷史可以追溯至12世紀時期。現在里爾集市吸引超過10,000名賣家和數百萬參與者參加，自稱是歐洲最大規模的跳蚤市場活動。

## 外部連結
- Official website （页面存档备份，存于）

50°38′12″N 3°04′08″E / 50.6368°N 3.0688°E